# 有島記念館
有島記念館（ありしまきねんかん）は、北海道虻田郡ニセコ町にある文学館。

## 概要
1978年（昭和53年）4月開館。有島武郎生誕百年を記念してニセコ町により建設された。明治期にニセコに有島農場を開いた鹿児島県出身の実業家有島武と、その息子である有島武郎、有島生馬、里見弴らの資料が展示されている。
2015年（平成27年）から館内にニセコの「高野珈琲店」によるブックカフェが併設されている。
また、2017年（平成29年）に運行を終了した「ニセコエクスプレス」（キハ183系5000番台気動車）の保存プロジェクトが2019年（平成31年）3月に行われ、有島記念館で部品の展示などが行われた。

## 利用案内
- 所在地：〒048-1531　北海道虻田郡ニセコ町字有島57
- 開館時間：9:00 - 17:00（入館は16:30まで）
- 休館日：毎週月曜日（月曜日が祝日の場合は翌日休館）、年末年始
- 入館料：大人500円、高校生100円、中学生以下無料
※65歳以上のニセコ町民は無料
※団体割引（10名以上）：大人400円
※年間パスポート（発行日から1年間有効）[4] ：大人800円、高校生200円

## アクセス
- 北海道旅客鉄道（JR北海道）函館本線ニセコ駅→徒歩約30分（約2.5km）またはタクシー約5分
- 道南バス［倶知安駅発］→「有島記念館前」下車→徒歩5分